# Roberto de Jesus Machado
Roberto de Jesus Machado, meglio noto come Bebeto (Lagarto, 1º gennaio 1990), è un calciatore brasiliano, difensore del Tondela.

## Caratteristiche tecniche
È un terzino destro.

## Palmarès

### Club

#### Competizioni nazionali
- Segunda Liga: 1

Tondela: 2024-2025